# Il Grigio
Il Grigio è un doppio album dal vivo del cantautore italiano Giorgio Gaber, pubblicato nel 1989.
È la registrazione del racconto teatrale omonimo, effettuata al Teatro genovese di Genova il 6, 7, 8 e 9 aprile 1989.

## Tracce
Testi di Gaber e Luporini, musiche di scena di Capelli.
Disco 1
Primo Atto
1. 1° quadro - Effetto notte - 5:09
2. 2° quadro - Giorno - 6:03
3. 3° quadro - Effetto sera - 7:20
4. 4° quadro - Effetto giorno - 11:42
5. 5° quadro - Effetto giorno - 8:44
6. 6° quadro - Effetto giorno - 9:48
7. 7° quadro - Effetto giorno - 7:46

Disco 2
Secondo Atto
1. 1° quadro - Effetto notte - 6:50
2. 2° quadro - Effetto sera - 8:55
3. 3° quadro - Effetto giorno - 3:48
4. 4° quadro - Effetto sera - 13:59
5. 5° quadro - Effetto alba - 14:34

## Formazione
- Giorgio Gaber - voce
- Carlo Cialdo Capelli - sintetizzatori
- Corrado Sezzi - percussioni

### Produzione
- Valerio Savini - ingegneria del suono
- Fabio Citterio - ingegneria del suono
- Paolo Bocchi - missaggio
- Antonio Faccenda - realizzazione tecnica
- Feliciano Tonini - realizzazione tecnica